# 鹿豹座51
鹿豹座51，又名BD+65 593，HD 62066、SAO 14321、HR 2975，是鹿豹座的一颗恒星，视星等为5.92，位于銀經150.76，銀緯30.2，其B1900.0坐标为赤經7h 37m 6.6s，赤緯+65° 30.2′ 41″。